# Beyblade Metal Fusion
Metal Fight Beyblade (メタルファイト ベイブレード?, Metaru Faito Beiburēdo) è un manga scritto da Takafumi Adachi. Pubblicato sul mensile CoroCoro Comic di Shogakukan dal 13 settembre 2008 al 15 febbraio 2012. In Italia, il manga è stato pubblicato dalla Panini Comics nell'etichetta Planet Manga con il semplice titolo di Beyblade dall'11 agosto 2012 al 6 luglio 2013. Dal manga sono state prodotte quattro serie animate.
La prima serie è partita il 5 aprile 2009 in Giappone con il titolo Beyblade Metal Fight (メタルファイト ベイブレード?, Metaru Faito Beiburēdo) e si è conclusa il 28 marzo 2010 per un totale di 51 episodi. In Italia è andata in onda su Italia 1 con il titolo Beyblade Metal Fusion.
La seconda serie è partita il 4 aprile 2010 in Giappone con il titolo Beyblade Metal Fight Baku (メタルファイト ベイブレード 爆?, Metaru Faito Beiburēdo Baku) e si è conclusa il 27 marzo 2011 per un totale di 51 episodi. La serie è stata in seguito ribattezzata Beyblade Metal Masters a livello internazionale. In Italia è andata in onda su Italia 1 con il titolo Beyblade Metal Masters.
La terza serie è partita il 3 aprile 2011 in Giappone con il titolo Beyblade Metal Fight 4D (メタルファイト ベイブレード 4D?, Metaru Faito Beiburēdo 4D) e si è conclusa il 31 marzo 2012 per un totale di 52 episodi di cui 26 da 20 minuti e 26 da 10 minuti. La serie è stata in seguito ribattezzata Beyblade Metal Fury a livello internazionale. In Italia la serie è andata in onda su Boing raccolta in 39 episodi da 20 minuti con il titolo Beyblade Metal Fury.
La quarta serie è partita l'8 aprile 2012 in Giappone con il titolo Metal Fight Beyblade Zero-G (メタルファイト ベイブレード ZERO-G?, Metaru Faito Beiburēdo Ziro-Gi) e si è conclusa il 23 dicembre 2012 per un totale di 38 episodi da 10 minuti. Nel 2013 sono stati pubblicati su DVD altri 7 episodi da 22 minuti per il mercato home video. La serie è stata in seguito ribattezzata Beyblade Shogun Steel a livello internazionale. In Italia sono state mandate in onda dall'emittente K2 sia la serie televisiva, raccolta in 19 episodi da 20 minuti, che la serie OAV di 7 episodi andando a comporre un'unica serie trasmessa con il titolo internazionale Beyblade Shogun Steel.

## Trama

### Prima serie:Beyblade Metal Fusion
Gingka Hagane (Ginga nell'edizione originale) assieme a Pegasus, il suo beyblade, decide di viaggiare intorno al mondo per vendicare suo padre e riprendere L-Drago: il bey proibito rubato da Doji e Ryuga. Durante il suo viaggio finisce per fermarsi in una città in cui si farà degli amici (Kenta, Madoka, ecc.) e dei rivali. Finalmente Gingka scopre dove si trova Doji e dopo aver superato le trappole tese da quest'ultimo sfida Ryuga, ma viene sconfitto. Tuttavia Gingka non si arrende e avrà la sua rivincita nel torneo Battle Blader dopo la sconfitta mortale di Doji.

### Seconda serie:Beyblade Metal Masters
Questa serie non è altro che un clone di Beyblade. Dopo aver selezionato i 4 rappresentanti del Giappone: Gingka, Masamune, Tsubasa e Yu che costituiscono il team dei Galaxy Gan Gan, la squadra gira per il mondo affrontando i blader più forti per ottenere il titolo mondiale nel torneo Big Bang Blader. L'unica variante è il ripescaggio dei team che hanno perso contro i protagonisti al solo scopo di vedere dei match extra. Il dottor Ziggurat vuole approfittare del torneo per realizzare i suoi piani, ma fallisce e viene sconfitto da un blader tradito.

### Terza serie:Beyblade Metal Fury
Questa serie ruota attorno ai blader leggendari, 10 individui che possiedono un frammento di stella all'interno dei loro Bey. Secondo la profezia di Re Hades, il signore della Distruzione Nemesis risorgerà portando il caos nel mondo avvolgendo il pianeta nel Sole Nero. Solo i blader leggendari possono fermarlo e Gingka scopre di far parte di questa élite. Con l'aiuto dei suoi amici Gingka parte alla ricerca degli altri 9 blader leggendari per imprigionare Nemesis nella Barriera di Zeus.

### Quarta serie:Beyblade Shogun Steel
La serie si svolge sette anni dopo gli eventi di Beyblade Metal Fury e ha come protagonista Zyro Kurogane, un Blader che, forte della sua passione per il Beyblade e del suo Bey Samurai Ifrit, donatogli da Gingka Hagane in persona, parte per un viaggio che lo porterà a conoscere nuovi Blader. Dovrà però fare i conti con l'organizzazione DNA, che vuole assumere il controllo di tutto il mondo del Beyblade, ma lo stesso Zyro, con l'aiuto degli amici di Gingka, riesce a distruggere la crudele DNA e sconfiggere anche Doji, dopo aver liberato Gingka il campione, protagonista di Beyblade Metal Fusion, Beyblade Metal Masters e Beyblade Metal Fury.
In questa serie gli scontri si svolgono in stadi, particolari, detti “Stadi del ciclone”, caratterizzati dal campo di gioco che si muove a seconda dei movimenti dei Beyblade; inoltre, in questi stadi l'unica possibilità di far uscire il Bey avversario dal campo di gioco, dal momento che è circondato da delle barriere, è quella di spingerlo attraverso una fessura vicino al bordo del campo di gioco. L'altra opzione per vincere è aspettare che il Beyblade dell'avversario si fermi.

## Bit Power
In Beyblade Metal Fusion i Bit Power appaiono come delle materializzazioni dei Beyblade. Gli animali delle varie costellazioni si inseriscono, in modo simile agli scorsi episodi, all'interno del Beyblade. Le creature dei protagonisti sono Pegaso, Leone, Sagittario e Toro. Nella seconda stagione sono Pegaso, Unicorno, Aquila e Bilancia.

## Personaggi

Il protagonista Gingka Hagane

## Media

### Manga
Il manga è stato serializzato dal 13 settembre 2008 al 15 febbraio 2012 sulla rivista CoroCoro Comic edita da Shogakukan. La serie è composta da 31 capitoli, di cui 30 pubblicati in formato shinshōbon in 11 volumetti dal 27 marzo 2009 al 28 marzo 2012.
In Italia è stato annunciato al Napoli Comicon 2012 da Panini Comics che lo ha pubblicato sotto l'etichetta Planet Manga nella collana Manga Blade dall'11 agosto 2012 al 6 luglio 2013 con il titolo Beyblade.

#### Volumi
| Nº | Data di prima pubblicazione | Data di prima pubblicazione | Data di prima pubblicazione |
| Nº | Giapponese                  | Giapponese                  | Italiano                    |
| -- | --------------------------- | --------------------------- | --------------------------- |
| 1  | 27 marzo 2009               | ISBN 978-4-09-140757-3      | 11 agosto 2012              |
| 2  | 26 giugno 2009              | ISBN 978-4-09-140820-4      | 8 settembre 2012            |
| 3  | 27 novembre 2009            | ISBN 978-4-09-140857-0      | 6 ottobre 2012              |
| 4  | 26 marzo 2010               | ISBN 978-4-09-141035-1      | 17 novembre 2012            |
| 5  | 28 giugno 2010              | ISBN 978-4-09-141066-5      | 15 dicembre 2012            |
| 6  | 28 settembre 2010           | ISBN 978-4-09-141125-9      | 26 gennaio 2013             |
| 7  | 24 dicembre 2010            | ISBN 978-4-09-141193-8      | 16 febbraio 2013            |
| 8  | 27 aprile 2011              | ISBN 978-4-09-141237-9      | 23 marzo 2013               |
| 9  | 26 agosto 2011              | ISBN 978-4-09-141299-7      | 11 maggio 2013              |
| 10 | 27 dicembre 2011            | ISBN 978-4-09-141380-2      | 8 giugno 2013               |
| 11 | 28 marzo 2012               | ISBN 978-4-09-141433-5      | 6 luglio 2013               |

### Anime

#### Doppiaggio
| Personaggio           | Doppiatore originale | Doppiatore italiano  |
| --------------------- | -------------------- | -------------------- |
| Gingka Hagane         | Aki Kanada           | Federico Zanandrea   |
| Kyoya Tategami        | Satoshi Hino         | Simone D'Andrea      |
| Masamune Kadoya       | Yūko Sanpei          | Stefano Pozzi        |
| Tsubasa Otori         | Miyu Irino           | Renato Novara        |
| Kenta Yumiya          | Emiri Katou          | Monica Bonetto       |
| Yu Tendo              | Kaori Nazuka         | Federica Valenti     |
| Madoka Amano          | Kei Shindou          | Jolanda Granato      |
| King                  | Mutsumi Tamura       | Patrizia Mottola     |
| Ryuto                 | Mie Sonozaki         | Massimo Di Benedetto |
| Nile                  | Akio Suyama          | Federico Viola       |
| Chris                 | Tatsuhisa Suzuki     | Fabrizio Valezano    |
| Aguma                 | Susumu Chiba         | Matteo Zanotti       |
| Yusei/Ryuga           | Kenjirō Tsuda        | Paolo De Santis      |
| Myreille Psychiokieus | Atsuko Takahata      | Ludovica De Caro     |
| Da Shan Wang          | Wataru Hatana        | Davide Albano        |
| Mei Mei               |                      | Loretta Di Pisa      |
| Chao Xin              |                      | Ruggero Andreozzi    |
| Chi-Yu Li             |                      | Cinzia Massironi     |
| Julian Corzen         |                      | Luca Bottale         |
| Toby                  | Kōki Miyata          | Andrea Oldani        |
| Zeo Abyss             | Atsushi Abe          | Massimo Di Benedetto |
| Dynamis               | Hikaru Midorikawa    | Luca Bottale         |
| Hikaru Hazama         | Marina Inoue         | Giulia Franzoso      |
| Benkei Hanawa         | Takehito Koyasu      | Patrizio Prata       |
| Tetsuya Watarigani    | Kenichi Fugiwara     | Luca Bottale         |
| Tobio                 |                      | Stefano Pozzi        |
| Yuki                  |                      | Renata Bertolas      |
| Sora                  |                      | Davide Garbolino     |
| Doji                  |                      | Lorenzo Scattorin    |
| Dr Ziggurat           |                      | Diego Sabre          |
| Ryo Hagane / Pheonix  |                      | Claudio Moneta       |

Il doppiaggio italiano è stato curato dalla Merak Film di Milano. Il direttore del doppiaggio è Graziano Galoforo, mentre i dialoghi sono curati da Silvia Bacinelli, Elena Sorgato, Fabrizio Castellano e Laura Distretti. La post-produzione video è affidata a Gabriella Marchini, la sincronizzazione e il mix a Stefano Di Modugno e Andrea Andriola. La trascrizione è di Antonella Elli.

#### Beyblade Metal Fusion
- Metal Fight Beyblade di YU+KI (apertura)
- Boys ~hikari kagayaku ashita he~ di MASH (chiusura)

La sigla italiana, intitolata Beyblade Metal Fusion (di G. Vanni, M. Longhi, F. Gargiulo), è cantata da Giorgio Vanni e sostituisce le opening e le ending originali.

#### Beyblade Metal Masters
- Galaxy Heart di YU+KI (apertura)
- Oozora wo koete yuke di Odoriba Soul (chiusura)

La sigla italiana, intitolata Beyblade Metal (di G. Vanni, M. Longhi, F. Gargiulo), è cantata da Giorgio Vanni e sostituisce le opening e le ending originali.

#### Beyblade Metal Fury
- Kokoro no yuki di YU+KI (apertura)
- Destiny di YU+KI (chiusura)

Viene riutilizzata la stessa sigla della serie precedente, ovvero Beyblade Metal.

#### Beyblade Shogun Steel
- ZEROG Bey! Go! di YU+KI (apertura)
- Ue o Muite Waratte We Go! di YU+KI (chiusura)

Nell'edizione italiana sono state mantenute le sigle originali.

### Spin-off
Da Beyblade Metal Fusion è nata una serie spin-off intitolata BeyWheelz.

### Serie successive
È la terza generazione di Beyblade.
È la quarta generazione di Beyblade.

### Film
Dall'anime è stato anche tratto un film cinematografico dal titolo Metal Fight Beyblade VS taiyō shakunetsu no shinryakusha Sol Blaze (劇場版メタルファイト ベイブレードVS太陽 ～灼熱の侵略者ソルブレイズ～?, Gekijō-ban Metaru Faito Beiburēdo VS taiyō ~Shakunetsu no shinryakusha Soru Bureizu~), prodotto da SynergySP e diretto da Kunihisa Sugishima, proiettato il 21 agosto 2010 nelle sale giapponesi.

### Videogiochi
Di seguito la lista di videogiochi in commercio:
- Metal Fight Beyblade Hudson Soft per Nintendo DS uscito il 26 marzo 2009.
- Metal Fight Beyblade: Gachinko Stadium Hudson Soft per Wii uscito il 19 novembre 2009.
- Metal Fight Beyblade: Bakudan! Cyber Pegasus Hudson Soft per Nintendo DS uscito il 3 dicembre 2009.
- Metal Fight Beyblade: Bakushin Susanow Shuurai! Hudson Soft per Nintendo DS uscito il 15 luglio 2010.